# Räven och storken

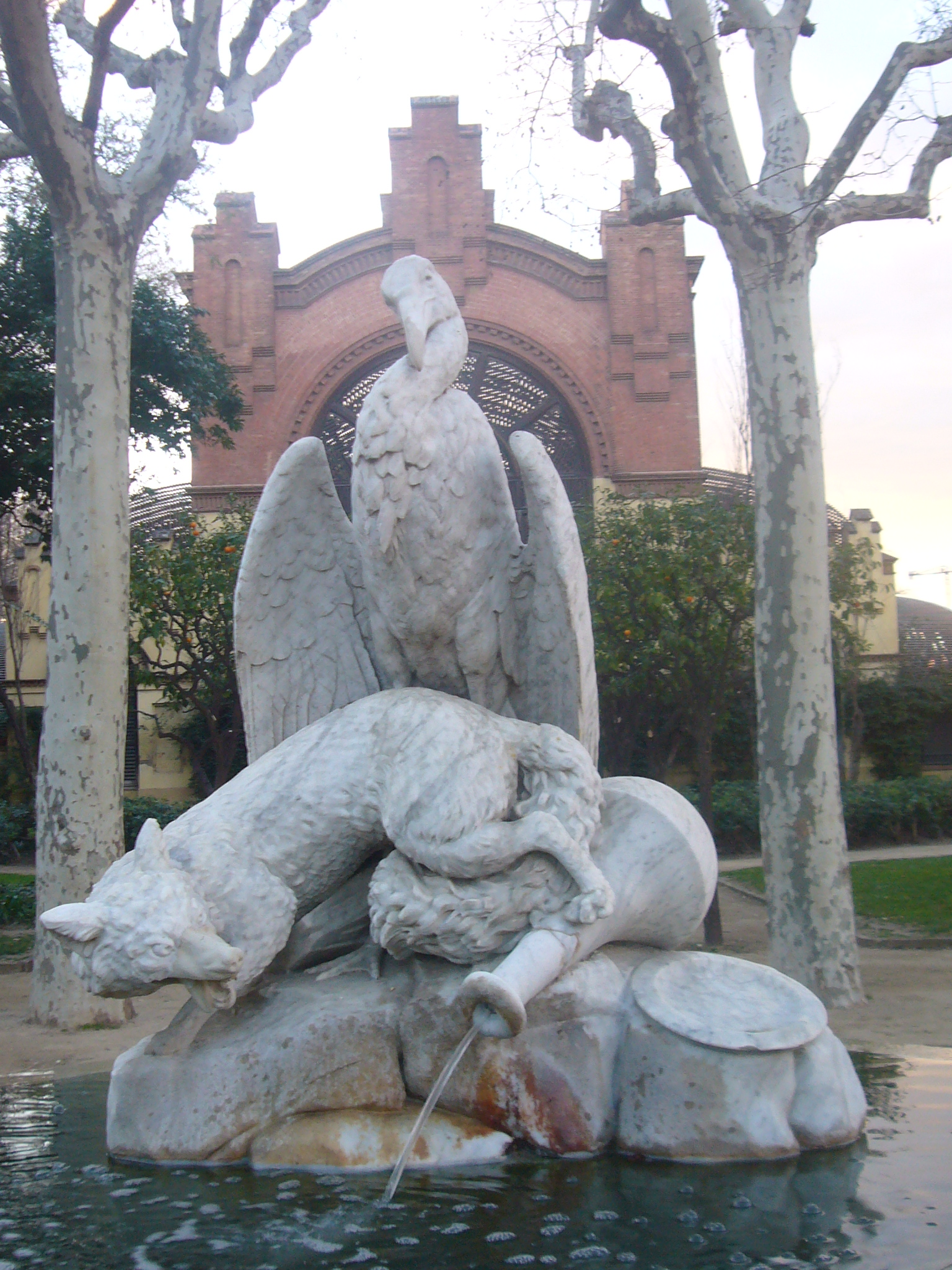
Fontän i Barcelona, uppförd 1884 av den katalanska skulptören Eduard Batiste Alentorn, med räven och storken.

Räven och storken är en av Aisopos fabler.
En räv bjuder en stork på mat, men serverar maten på ett platt fat som storken inte kan äta från. Storken bjuder tillbaka, och serverar då maten i en kruka, som inte räven kan äta från.

Sensmoralen är att man blir behandlad på samma sätt som man behandlar andra.